# Boize
El Boize (pronuncia boitze) és un riu d'Alemanya que neix a Seedorf a l'estat de Slesvig-Holstein i que desemboca al Sude tot just abans el seu aiguabarreig a l'Elba a Boizenburg a l'estat de Mecklemburg-Pomerània Occidental. Fins que el 1983 el desembocament del Sude va ser desviat de Gröthmann cap al port de Boizenburg, el Boize desembocava directament a l'Elba.

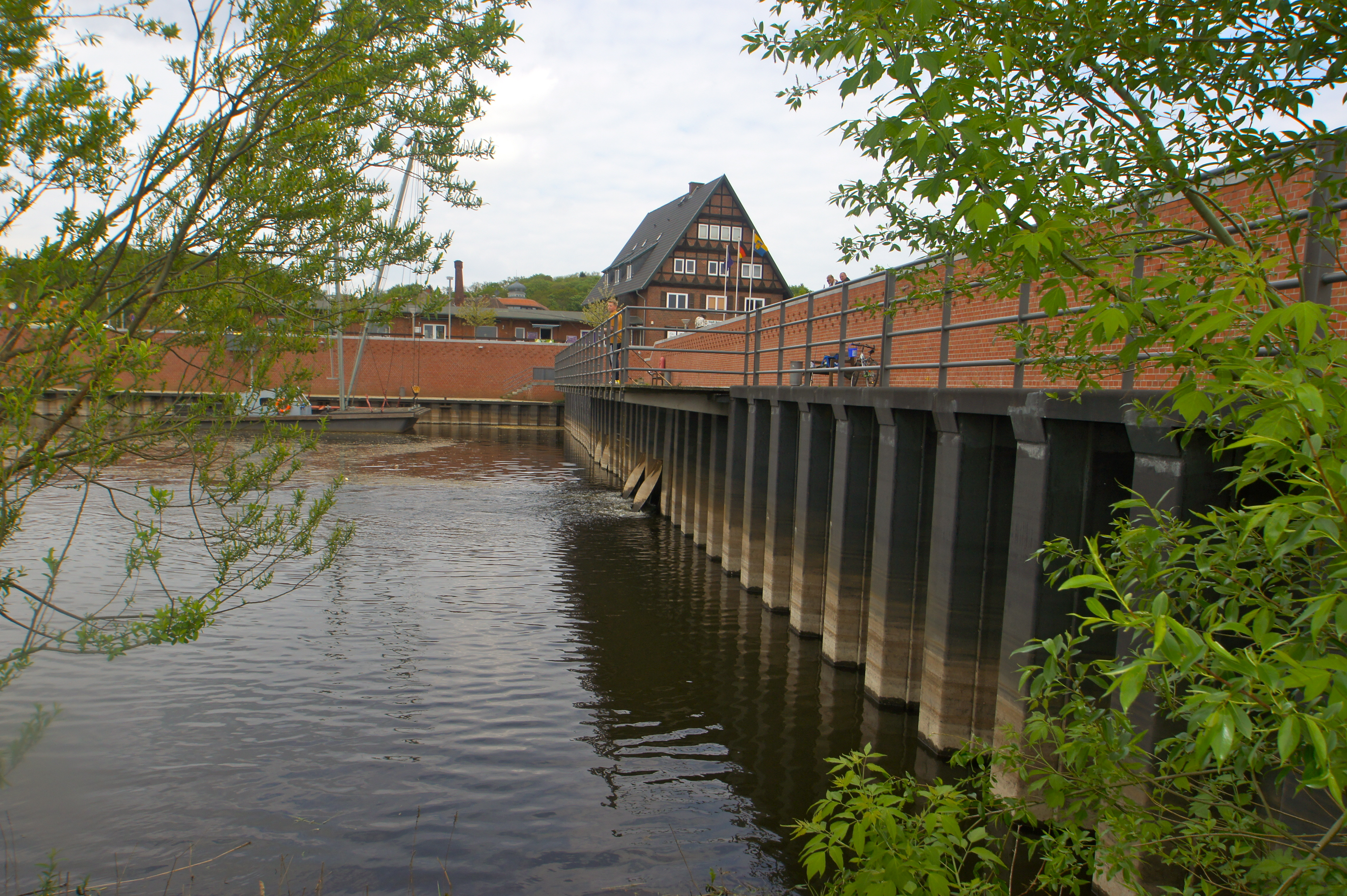
Desembocadura al port
(per les dues vàlvules al centre de la foto)

En un curs nord-sud travessa els pobles d'Hakendorf, Boize, Valluhn, Greven, Lüttenmark, Gresse, Schwartow i finalment la ciutat de Boizenburg. La major part del seu curs va ser rectificat al segle xx i la biodiversitat al riu està força minvat, per causa de les rescloses que tot arreu impedeixen als peixos migrants a pujar. A més, la rectificació i l'evacuació massa ràpida de l'aigiua augmenta el risc d'aigües altes a Boizenburg. El 2003, una zona d'uns 1314 hectàrees a la vall del Boize des de Boizenburg cap a Lüttow va ser decretat paisatge protegit.
Al curs inferior, abans de la ciutat de Boizenburg, el riu es divideix en divers; algun; un quant; diferent braços, que parcialment van ser l'obra de l'home que va utilitzar el riu a l'edat mitjana per tal de crear els fossats per la defensa de la ciutat. Tots els braços desemboquen al port, però les darreres desenes de metres són entubades, cosa que dificulta als peixos migrants de pujar cap als llocs de fresa al curs superior. Generalment, el riu padeix de les rectificacions del segle xx, que van augmentar el cabal i tanmateix el risc d'aigua alta, tot i minvar la qualitat de l'aigua i dels biòtops de moltes espècies. Un grup d'acció va crear-se per a promoure la renaturalització. Unes rescloses impassables pels peixos al curs superior van ser suprimides. El 2013 els plans per a renaturalitzar uns primers trams del curs inferior van ser fets, però queda molta feina.

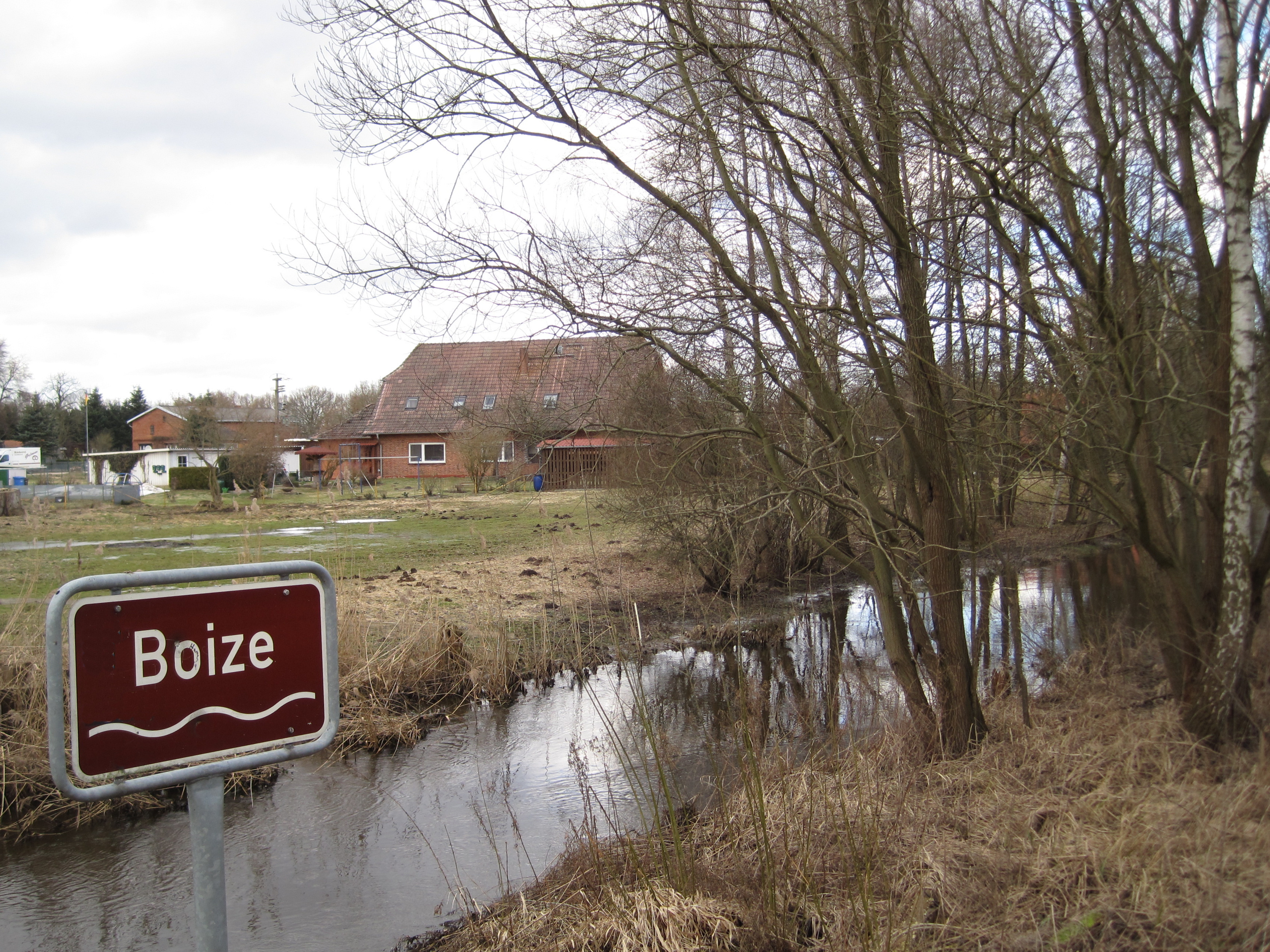
El Boize a Lüttenmark
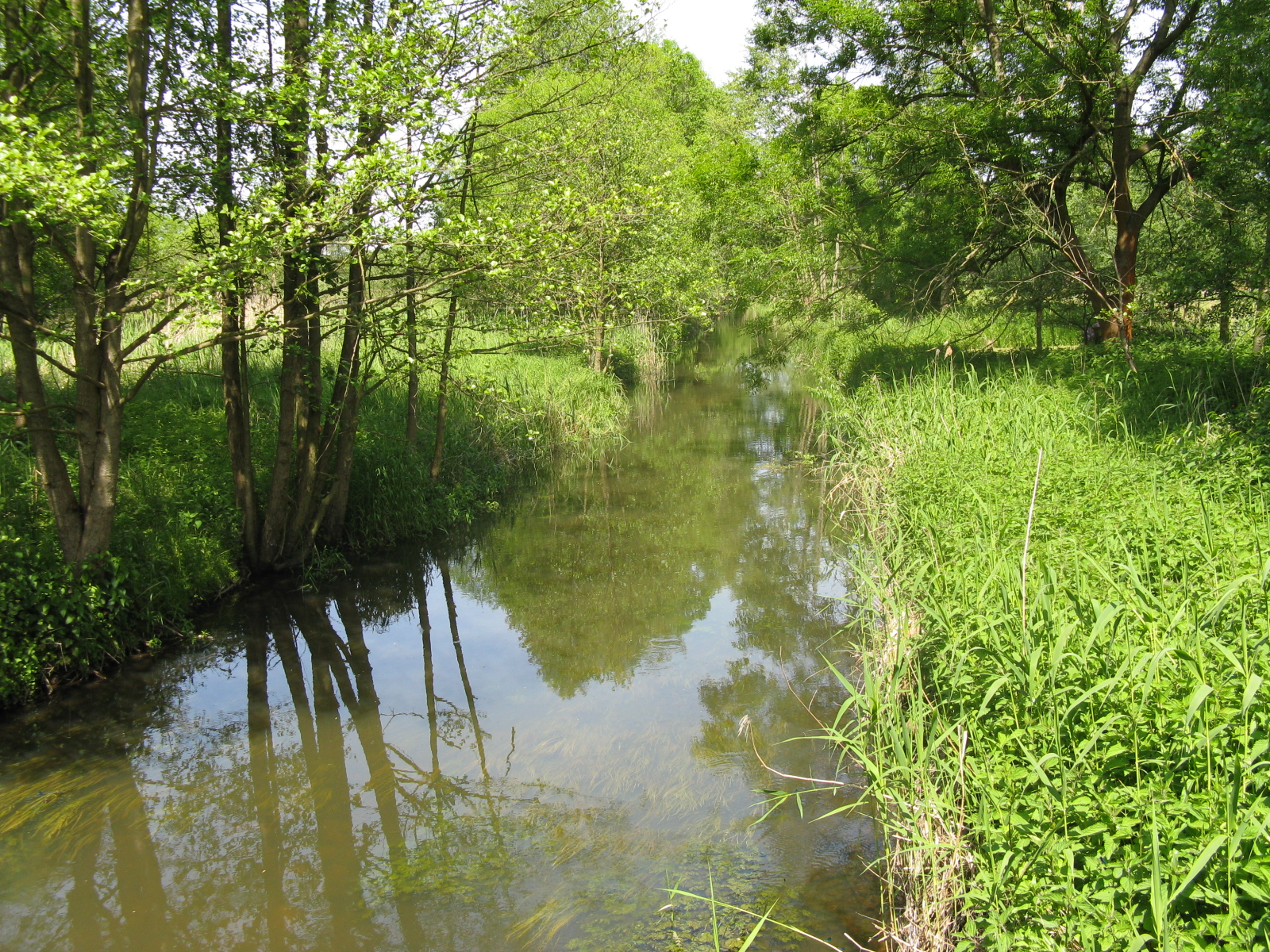
i a Gresse

Afluents
- Gudower Grenzgraben
- Wallmoorbach